# قتل (فیلم ۱۹۸۸)
قتل (به هندی: Hatya) فیلمی محصول سال ۱۹۸۸ و به کارگردانی کیرتی کومار است. در این فیلم بازیگرانی همچون گوویندا، نیلم کوتهاری، انوپم کهیر، جانی لور، بابو آنتونی ایفای نقش کرده‌اند.